# Walid Soliman (calciatore)
Walid Mohamed Soliman Said (in arabo وليد سليمان‎?; Minya, 1º dicembre 1984) è un ex calciatore egiziano, di ruolo centrocampista.

## Caratteristiche tecniche
Ala sinistra, dalle spiccate doti tecniche. In possesso di una notevole velocità palla al piede, predilige allargarsi lungo la fascia per poi tentare l'assist per i compagni. Tra le sue doti - oltre ad un'ottima tecnica individuale che gli consente di saltare il diretto avversario, creando superiorità numerica - spiccano visione di gioco e precisione nei passaggi, che ne permettono l'uso da trequartista a supporto della manovra.

## Carriera

### Club
Inizia la sua carriera professionistica tra le file dell'Haras El-Hodood, prima di trasferirsi all'El Gouna nella seconda divisione egiziana. Il 2 agosto 2011 firma un quadriennale con l'Al-Ahly. Il 17 novembre 2012 una sua rete risulta decisiva nel successo in finale per 2-1 contro l'Espérance, permettendo agli egiziani di laurearsi campioni d'Africa per la settima volta nella storia.
Nel 2020 contribuisce ad uno storico treble, vincendo campionato, coppa nazionale e la CAF Champions League. Nel 2022 annuncia il ritiro.

### Nazionale
Esordisce con la selezione dei Faraoni il 25 novembre 2007 in Egitto-Arabia Saudita (2-1), sostituendo Mohamed Aboutrika a 3' dal termine dell'incontro. L'11 giugno 2019 viene incluso dal CT Javier Aguirre nella lista definitiva dei 23 convocati per la fase finale della Coppa d'Africa 2019, disputata in Egitto. Il cammino della squadra si interrompe agli ottavi di finale contro il Sudafrica.

## Statistiche

### Presenze e reti nei club
Statistiche aggiornate al 3 agosto 2022.
| Stagione        | Squadra         | Campionato      | Campionato | Campionato | Coppe nazionali | Coppe nazionali | Coppe nazionali | Coppe continentali | Coppe continentali | Coppe continentali | Altre coppe | Altre coppe | Altre coppe | Totale | Totale |
| Stagione        | Squadra         | Comp            | Pres       | Reti       | Comp            | Pres            | Reti            | Comp               | Pres               | Reti               | Comp        | Pres        | Reti        | Pres   | Reti   |
| --------------- | --------------- | --------------- | ---------- | ---------- | --------------- | --------------- | --------------- | ------------------ | ------------------ | ------------------ | ----------- | ----------- | ----------- | ------ | ------ |
| 2004-2005       | Haras El-Hodood | PL              | 0          | 0          | CE              | 0               | 0               | -                  | -                  | -                  | -           | -           | -           | 0      | 0      |
| 2005-2006       | El Gouna        | SD              | 0          | 0          | CE              | 0               | 0               | -                  | -                  | -                  | -           | -           | -           | 0      | 0      |
| 2006-2007       | Petrojet        | PL              | 13         | 3          | CE              | 1               | 0               | -                  | -                  | -                  | -           | -           | -           | 14     | 3      |
| 2007-2008       | Petrojet        | PL              | 16         | 5          | CE              | 0               | 0               | -                  | -                  | -                  | -           | -           | -           | 16     | 5      |
| 2008-gen. 2009  | Petrojet        | PL              | 12         | 5          | CE              | 2               | 1               | -                  | -                  | -                  | -           | -           | -           | 14     | 6      |
| gen.-giu. 2009  | Al-Ahli         | SPL             | 4          | 1          | CPC             | 1               | 0               | -                  | -                  | -                  | KCC         | 1           | 0           | 6      | 1      |
| 2009-2010       | Petrojet        | PL              | 23         | 4          | CE              | 0               | 0               | CC                 | 3                  | 1                  | -           | -           | -           | 26     | 5      |
| Totale Petrojet | Totale Petrojet | Totale Petrojet | 64         | 17         |                 | 3               | 1               |                    | 3                  | 1                  |             | -           | -           | 70     | 19     |
| 2010-2011       | ENPPI           | PL              | 26         | 4          | CE              | 1               | 0               | -                  | -                  | -                  | -           | -           | -           | 27     | 4      |
| 2011-2012       | Al-Ahly         | PL              | 12         | 2          | -               | -               | -               | CCL+CCL            | 2+10               | 0+3                | -           | -           | -           | 22     | 5      |
| 2012-2013       | Al-Ahly         | PL              | 4          | 3          | CE              | 2               | 1               | CCL                | 11                 | 3                  | SE+SA+Cmc   | 1+0+3       | 0           | 21     | 7      |
| 2013-2014       | Al-Ahly         | PL              | 0          | 0          | CE              | 1               | 0               | CCL+CC             | 0+7                | 2                  | SA+Cmc      | 0+2         | 0           | 10     | 2      |
| 2014-2015       | Al-Ahly         | PL              | 26         | 7          | CE              | 2               | 1               | CCL+CC             | 4+6                | 1+1                | SE+SA       | 1+1         | 0           | 40     | 10     |
| 2015-2016       | Al-Ahly         | PL              | 24         | 2          | CE              | 4               | 0               | CCL                | 8                  | 0                  | SE          | 1           | 0           | 37     | 2      |
| 2016-2017       | Al-Ahly         | PL              | 30         | 9          | CE              | 3               | 2               | CCL                | 13+0               | 0                  | SE          | 1           | 0           | 47     | 11     |
| 2017-2018       | Al-Ahly         | PL              | 20         | 8          | CE              | 2               | 0               | ACC+CCL            | 0+13               | 6                  | SE          | 1           | 0           | 37     | 14     |
| 2018-2019       | Al-Ahly         | PL              | 15         | 1          | CE              | 0               | 0               | ACC+CCL            | 3+3                | 2+0                | SE          | 0           | 0           | 21     | 3      |
| 2019-2020       | Al-Ahly         | PL              | 29         | 9          | CE              | 2               | 2               | CCL                | 9                  | 3                  | SE          | 0           | 0           | 40     | 14     |
| 2020-2021       | Al-Ahly         | PL              | 11         | 3          | CE              | 5               | 1               | CCL                | 4                  | 1                  | SE+SA+Cmc   | 0           | 0           | 20     | 5      |
| 2021-2022       | Al-Ahly         | PL              | 7          | 1          | CE              | 0               | 0               | CCL                | 5                  | 0                  | SE+SA+Cmc   | 0+0+3       | 0           | 15     | 1      |
| Totale Al-Ahly  | Totale Al-Ahly  | Totale Al-Ahly  | 178        | 45         |                 | 21              | 7               |                    | 99                 | 22                 |             | 14          | 0           | 312    | 74     |
| Totale carriera | Totale carriera | Totale carriera | 272        | 67         |                 | 26              | 8               |                    | 102                | 23                 |             | 15          | 0           | 415    | 98     |

### Cronologia presenze e reti in nazionale
| Cronologia completa delle presenze e delle reti in nazionale ― Egitto | Cronologia completa delle presenze e delle reti in nazionale ― Egitto | Cronologia completa delle presenze e delle reti in nazionale ― Egitto | Cronologia completa delle presenze e delle reti in nazionale ― Egitto | Cronologia completa delle presenze e delle reti in nazionale ― Egitto | Cronologia completa delle presenze e delle reti in nazionale ― Egitto | Cronologia completa delle presenze e delle reti in nazionale ― Egitto | Cronologia completa delle presenze e delle reti in nazionale ― Egitto |
| Data                                                                  | Città                                                                 | In casa                                                               | Risultato                                                             | Ospiti                                                                | Competizione                                                          | Reti                                                                  | Note                                                                  |
| --------------------------------------------------------------------- | --------------------------------------------------------------------- | --------------------------------------------------------------------- | --------------------------------------------------------------------- | --------------------------------------------------------------------- | --------------------------------------------------------------------- | --------------------------------------------------------------------- | --------------------------------------------------------------------- |
| 25-11-2007                                                            | Il Cairo                                                              | Egitto                                                                | 2 – 1                                                                 | Arabia Saudita                                                        | Amichevole                                                            | -                                                                     | 87’                                                                   |
| 19-11-2008                                                            | Il Cairo                                                              | Egitto                                                                | 5 – 1                                                                 | Benin                                                                 | Amichevole                                                            | -                                                                     | 46’                                                                   |
| 23-1-2009                                                             | Il Cairo                                                              | Egitto                                                                | 1 – 0                                                                 | Kenya                                                                 | Amichevole                                                            | -                                                                     | 46’                                                                   |
| 29-12-2009                                                            | Il Cairo                                                              | Egitto                                                                | 1 – 1                                                                 | Malawi                                                                | Amichevole                                                            | -                                                                     | 46’                                                                   |
| 5-9-2010                                                              | Il Cairo                                                              | Egitto                                                                | 1 – 1                                                                 | Sierra Leone                                                          | Qual. Coppa d'Africa 2012                                             | -                                                                     | 51’                                                                   |
| 10-10-2010                                                            | Bangui                                                                | Niger                                                                 | 1 – 0                                                                 | Egitto                                                                | Qual. Coppa d'Africa 2012                                             | -                                                                     | 46’                                                                   |
| 17-11-2010                                                            | Il Cairo                                                              | Egitto                                                                | 3 – 0                                                                 | Australia                                                             | Amichevole                                                            | -                                                                     | 55’ 90’                                                               |
| 16-12-2010                                                            | Doha                                                                  | Qatar                                                                 | 2 – 1                                                                 | Egitto                                                                | Amichevole                                                            | 1                                                                     | 53’                                                                   |
| 5-1-2011                                                              | Il Cairo                                                              | Egitto                                                                | 5 – 1                                                                 | Tanzania                                                              | Amichevole                                                            | -                                                                     | 57’                                                                   |
| 9-1-2011                                                              | Il Cairo                                                              | Egitto                                                                | 1 – 0                                                                 | Uganda                                                                | Amichevole                                                            | -                                                                     | 46’                                                                   |
| 11-1-2011                                                             | Ismailia                                                              | Egitto                                                                | 3 – 0                                                                 | Burundi                                                               | Amichevole                                                            | -                                                                     | 56’                                                                   |
| 14-1-2011                                                             | Il Cairo                                                              | Egitto                                                                | 5 – 1                                                                 | Kenya                                                                 | Amichevole                                                            | -                                                                     | 63’                                                                   |
| 17-1-2011                                                             | Il Cairo                                                              | Egitto                                                                | 3 – 1                                                                 | Uganda                                                                | Amichevole                                                            | -                                                                     | 60’ 74’                                                               |
| 14-11-2011                                                            | Doha                                                                  | Brasile                                                               | 2 – 0                                                                 | Egitto                                                                | Amichevole                                                            | -                                                                     | 46’                                                                   |
| 29-3-2012                                                             | Omdurman                                                              | Egitto                                                                | 2 – 1                                                                 | Uganda                                                                | Amichevole                                                            | -                                                                     | 59’                                                                   |
| 14-4-2012                                                             | Dubai                                                                 | Egitto                                                                | 3 – 0                                                                 | Mauritania                                                            | Amichevole                                                            | -                                                                     | 73’                                                                   |
| 17-4-2012                                                             | Dubai                                                                 | Iraq                                                                  | 0 – 0                                                                 | Egitto                                                                | Amichevole                                                            | -                                                                     | 74’                                                                   |
| 4-6-2013                                                              | Il Cairo                                                              | Egitto                                                                | 1 – 1                                                                 | Botswana                                                              | Amichevole                                                            | -                                                                     | 46’                                                                   |
| 15-10-2013                                                            | Kumasi                                                                | Ghana                                                                 | 6 – 1                                                                 | Egitto                                                                | Qual. Mondiali 2014                                                   | -                                                                     |                                                                       |
| 10-10-2014                                                            | Gaborone                                                              | Botswana                                                              | 0 – 2                                                                 | Egitto                                                                | Qual. Coppa d'Africa 2015                                             | -                                                                     | 68’                                                                   |
| 15-10-2014                                                            | Il Cairo                                                              | Egitto                                                                | 2 – 0                                                                 | Botswana                                                              | Qual. Coppa d'Africa 2015                                             | -                                                                     | 76’                                                                   |
| 15-11-2014                                                            | Il Cairo                                                              | Egitto                                                                | 0 – 1                                                                 | Senegal                                                               | Qual. Coppa d'Africa 2015                                             | -                                                                     | 76’                                                                   |
| 19-11-2014                                                            | Monastir                                                              | Tunisia                                                               | 2 – 1                                                                 | Egitto                                                                | Qual. Coppa d'Africa 2015                                             | -                                                                     | 38’ 65’                                                               |
| 30-8-2016                                                             | Alessandria d'Egitto                                                  | Egitto                                                                | 1 – 1                                                                 | Guinea                                                                | Amichevole                                                            | -                                                                     | 61’                                                                   |
| 13-6-2019                                                             | Alessandria d'Egitto                                                  | Egitto                                                                | 1 – 0                                                                 | Tanzania                                                              | Amichevole                                                            | -                                                                     | 61’                                                                   |
| 16-6-2019                                                             | Alessandria d'Egitto                                                  | Egitto                                                                | 3 – 1                                                                 | Guinea                                                                | Amichevole                                                            | -                                                                     | Cap. 61’                                                              |
| 21-6-2019                                                             | Il Cairo                                                              | Egitto                                                                | 1 – 0                                                                 | Zimbabwe                                                              | Coppa d'Africa 2019 - 1º turno                                        | -                                                                     | 60’                                                                   |
| 26-6-2019                                                             | Il Cairo                                                              | Egitto                                                                | 2 – 0                                                                 | RD del Congo                                                          | Coppa d'Africa 2019 - 1º turno                                        | -                                                                     | 68’                                                                   |
| 6-7-2019                                                              | Il Cairo                                                              | Egitto                                                                | 0 – 1                                                                 | Sudafrica                                                             | Coppa d'Africa 2019 - Ottavi di finale                                | -                                                                     | 83’                                                                   |
| Totale                                                                |                                                                       | Presenze                                                              | 29                                                                    |                                                                       | Reti                                                                  | 1                                                                     |                                                                       |

## Palmarès

### Club

#### Competizioni nazionali
- Campionato egiziano: 6

Al-Ahly: 2013-2014, 2015-2016, 2016-2017, 2017-2018, 2018-2019, 2019-2020
- Coppa d'Egitto: 2

Al-Ahly: 2016-2017, 2019-2020
- Supercoppa d'Egitto: 5

Al.Ahly: 2012, 2014, 2015, 2017, 2018

#### Competizioni internazionali
- CAF Champions League: 4

Al-Ahly: 2012, 2013, 2019-2020, 2020-2021
- Supercoppa CAF: 4

Al-Ahly: 2013, 2014, 2020, 2021
- Coppa della Confederazione CAF: 1

Al-Ahly: 2014